# Brazil férfi vízilabda-válogatott
A brazil férfi vízilabda-válogatott Brazília nemzeti csapata, amelyet az Brazil Vízisport-szövetség (portugálul: Confederação Brasileira de Desportos Aquáticos) irányít.

## Eredmények

### Olimpiai játékok
- 1900 — Nem jutott be
- 1904 — Nem jutott be
- 1908 — Nem jutott be
- 1912 — Nem jutott be
- 1920 — 6. hely
- 1924 — Nem jutott be
- 1928 — Nem jutott be
- 1932 — 5. hely
- 1936 — Nem jutott be
- 1948 — Nem jutott be
- 1952 — 9. hely
- 1956 — Nem jutott be
- 1960 — 12. hely
- 1964 — 13. hely
- 1968 — 13. hely
- 1972 — Nem jutott be
- 1976 — Nem jutott be
- 1980 — Nem jutott be
- 1984 — 12. hely
- 1988 — Nem jutott be
- 1992 — Nem jutott be
- 1996 — Nem jutott be
- 2000 — Nem jutott be
- 2004 — Nem jutott be
- 2008 — Nem jutott be
- 2012 — Nem jutott be
- 2016 — 8. hely
- 2020 — Nem jutott be
- 2024 − Nem jutott be

### Világbajnokság
- 1973 – Nem jutott be
- 1975 – Nem jutott be
- 1978 – Nem jutott be
- 1982 – Nem jutott be
- 1986 – 12. hely
- 1991 – Nem jutott be
- 1994 – Nem jutott be
- 1998 – 12. hely
- 2001 – 13. hely
- 2003 – 13. hely
- 2005 – Nem jutott be
- 2007 – Nem jutott be
- 2009 – 13. hely
- 2011 – 14. hely
- 2013 – Nem jutott be
- 2015 – 10. hely
- 2017 – 12. hely
- 2019 – 13. hely
- 2022 – 15. hely
- 2023 – Nem indult
- 2024 – 14. hely
- 2025 – 12. hely

### Világliga
| Év   | Helyezés     | Év   | Helyezés      | Év   | Helyezés |
| ---- | ------------ | ---- | ------------- | ---- | -------- |
| 2002 | 8. hely      | 2007 | Nem jutott be | 2012 | 8. hely  |
| 2003 | 8. hely      | 2008 | Nem jutott be | 2013 | 8. hely  |
| 2004 | 8. hely      | 2009 | Nem jutott be | 2014 | 7. hely  |
| 2005 | Selejtezőkör | 2010 | Nem jutott be | 2015 | Bronz    |
| 2006 | Előselejtező | 2011 | Nem jutott be | 2016 | 7. hely  |

### Világkupa
- 1979–2010: Nem vett részt

## Külső hivatkozások
A brazil Vízisport-szövetség honlapja